# プリンセサ・スヘイ
プリンセサ・スヘイ（Princesa Sujei、1980年6月25日 - ）は、メキシコ・ヌエボ・レオン州モンテレイ出身の女子プロレスラー。CMLL所属。蝶をモチーフとした覆面のルーダ。

## 来歴
1996年9月22日、Arena La Juntaにおける対Reina Salvaje＆La Intrusa戦でデビュー（パートナーはFlor de Loto）。
1999年、AAAの第1回「レイナ・デ・レイナス」に出場するが、予選でミス・ジャネスの前に敗退。
同年7月、アルシオンに初来日するが、3ヵ月後に足の負傷のため途中帰国。アルシオンでは高瀬玲奈と寮で同室だった。
女子団体であるLLFにも参戦し、2004年にカナダ人のダーク・エンジェルとのマスカラ・コントラ・マスカラで勝利してエンジェルのマスクを剥いだ。
同年、米国・オールプロレスリングの「チックファイト」にも出場し、決勝でチアリーダー・メリッサを破り優勝。同大会には翌年も出場したが、2回戦で吉田万里子に敗退。
2005年、CMLL女子部再開に伴い、それに参戦。
2007年5月4日、マルセラとメキシコ女子王座を争うが、敗れる。
2010年、約10年半ぶりに来日し、風香引退興行「風香祭FINAL」に参戦。HIROKAと組んでティグレFUKA＆LEON組と対戦した。4月に開かれた「エストレージャ☆ジャパン」にてダーク・エンジェルと復活したスカイ・ハイ・オブ・アルシオン王座を争うが敗れる。
2012年6月9日、REINA×WORLDに来日し、プリンセサ・ブランカと組んでREINA世界タッグ王座決定トーナメントに出場するが、1回戦でマッスルビーナス（藤本つかさ＆志田光組）に敗退。

## 獲得タイトル
- CMLL世界女子王座
- ChickFight 2004
- LLFエクストリーム王座
- LLFジュベナイル王座
- LLFタッグチーム王座 – with ポリー・スター
- PWR世界女子王座
- CMLL-REINAインターナショナル王座

## 得意技
- フランケンスタイナー
- スヘイドライバー